# Pánico en el plató
Pánico en el plató fue un programa de televisión producido por Magnolia TV y emitido en la cadena española Antena 3 emitido desde finales de 2009 hasta principios de 2010. Es la adaptación española del formato francés Panique dans l'oreillette (Pánico tras el pinganillo).

## Formato
En Pánico en el plató acuden personajes populares para ser entrevistados de una forma muy peculiar. Los entrevistados se sometían a las preguntas de Luis Larrodera, que contaba en cada entrega con la colaboración de un grupo de cómplices (amigos, familiares o compañeros de profesión del invitado) que le iban planteando preguntas a través de su auricular para que fuera él quien las dirigiera al entrevistado. En su primera edición, Juan y Medio fue el presentador.
Los cómplices estaban ubicados en el mismo plató, pero dentro de la 'burbuja', una sala insonorizada en la que el invitado no podía verlos en ningún momento. Asimismo, cada integrante del público del plató tenía a su disposición unos auriculares para oír en todo momento las preguntas que recibía el presentador por parte de los familiares y amigos para plantearlas al entrevistado.
En su primera temporada el programa se emitió el jueves en horario de late night siendo líder de audiencia de su franja de emisión. En su segunda, se emitió en horario de máxima audiencia prime time los domingos.

## Equipo
|                             | Información |      |      |
| Año                         |             | 2009 | 2010 |
| --------------------------- | ----------- | ---- | ---- |
| Juan y Medio Luis Larrodera | presentador |      |      |

## Invitados
Los invitados que han pasado por el plató han sido:
- Concha Velasco
- Jorge Cadaval
- Chiquito de la Calzada
- Enrique San Francisco
- Antonio Gala
- Paz Padilla
- Loles León
- Lolita
- Jesulín de Ubrique
- Kiko Rivera
- David Bisbal
- José Mota
- Mayra Gómez Kemp
- José Bono
- Raphael
- Manuel Díaz "El Cordobés"
- Carlos Latre
- Matías Prats Chacón
- Matías Prats
- Concha Cuetos
- Constantino Romero
- Ángel de Andrés López
- Susanna Griso
- Jorge Fernández
- Cristina Lasvignes
- Andrea Duro